# Stuyvenbergh (métro de Bruxelles)
Pour les articles homonymes, voir Stuyvenbergh.
Stuyvenbergh /stœjvənbɛʁg/ est une station de la ligne 6 du métro de Bruxelles située à Bruxelles, sur la commune de Bruxelles-ville.

## Situation
La station se trouve sous l'avenue Houba-de Strooper à l'angle avec le boulevard de Smet de Naeyer.
Elle est située entre les stations Houba-Brugmann et Bockstael sur la ligne 6.

## Histoire
Station mise en service le 5 juillet 1985.
Les œuvres d'art qui la décorent sont de Yves Bosquet

## Services aux voyageurs

### Accès
Elle dispose de quatre accès :
- Accès nos 1 et 2 : situés sur le boulevard de Smet de Naeyer au niveau de la station de tram (accompagné d'un escalator pour le second) ;
- Accès nos 3 et 4 : situés sur l'avenue Houba-de Strooper (accompagnés d'un escalator chacun) ;

### Quais
La station offre une configuration particulière à deux voies encadrant un unique quai central.

### Intermodalité
La station est desservie par les lignes 19 et 62 du tramway de Bruxelles, par les lignes R40, R41, R50 et R60 du réseau de bus De Lijn et, la nuit, par la ligne N18 du réseau Noctis.

## À proximité
- Château du Stuyvenberg
- Square Prince Léopold